# Kata Tjuṯa
Kata Tjuṯa, ([kɐtɐ cʊʈɐ]) también conocido como monte Olga o Las Olgas, es un grupo de formaciones rocosas situadas a 470 km al suroeste de Alice Springs, en la zona meridional del Territorio del Norte de Australia. Es uno de los principales puntos de interés, junto con Uluṟu, situado a 25 km al este, del parque nacional Uluṟu-Kata Tjuṯa.
El conjunto se compone de 36 cimas, que abarcan un área de 21,68 km². La montaña está formada por rocas sedimentarias, formadas a partir de grava y bolos de diferentes tipos de roca, como granito y basalto, conglomerados en una matriz de arenisca. En su punto más alto, el monte Olga se eleva 1066 m sobre el nivel del mar, unos 546 m por encima del terreno que lo rodea. Es por lo tanto 203 m más alto que Uluṟu.

## Etimología

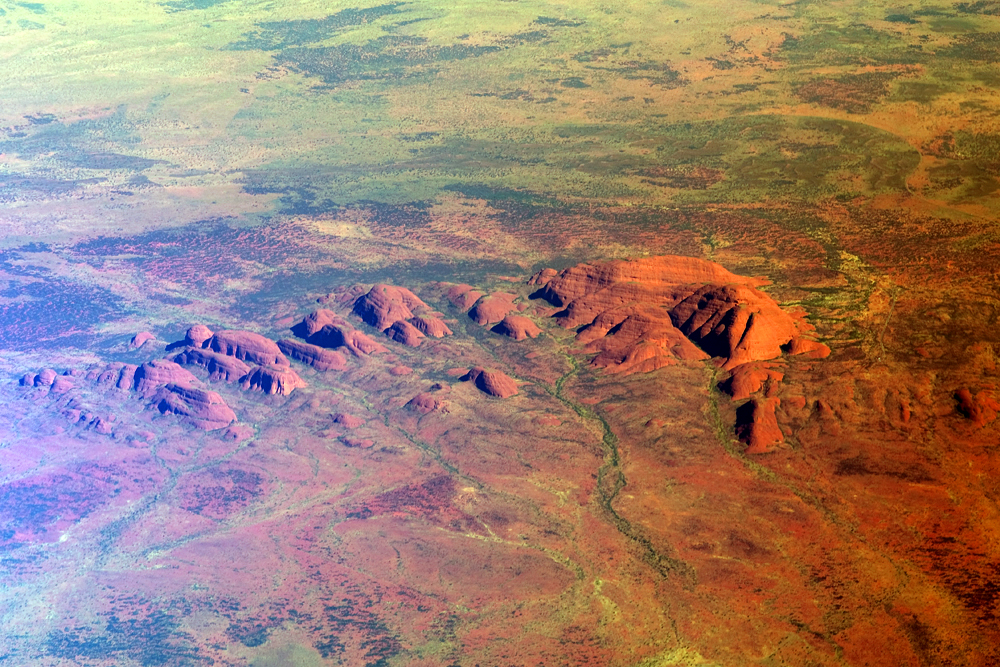
Vista aérea de.

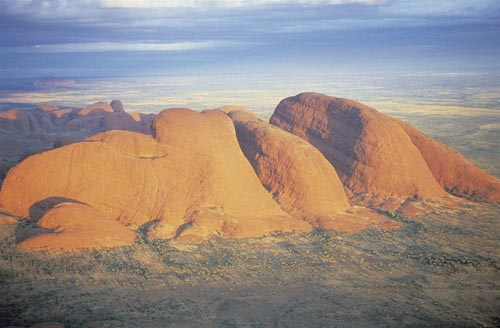
.

En el pitjantjajara: Kata Tjuṯa significa lit. «muchas cabezas». Este lugar es sagrado para los aborígenes australianos, al igual que Uluṟu. 
El nombre occidental, Las Olgas, proviene de la cumbre más alta de ellas, el monte Olga. En 1872 el explorador Ernest Giles descubrió este emplazamiento, y pensó en bautizarlo como Monte Mueller en honor a su benefactor el Barón Ferdinand von Mueller, sin embargo el barón prefirió que se llamara monte Olga, en honor a la reina Olga von Württemberg. Ella y su esposo el rey Carlos I de Württemberg, con motivo de su 25º aniversario, habían nombrado Freiherr (barón) a Mueller, convirtiéndole en Ferdinand von Mueller. De este modo le devolvió el cumplido.
El 15 de diciembre de 1993, se estableció una política oficial de doble nomenclatura, que reconocía tanto los nombres tradicionales aborígenes como los nombres en inglés. Como resultado el monte Olga fue rebautizado como Mount Olga/Kata Tjuṯa. El 6 de noviembre de 2002, atendiendo la solicitud de la asociación regional de turismo, se invirtió el orden de los nombres, pasando a ser Kata Tjuṯa / Mount Olga.

## Leyendas
En las leyendas de los pitjantjatjara sobre el Tiempo del Sueño, asociadas a este lugar y a los de las proximidades, especialmente  Uluṟu. Algunas de estas leyendas tratan de la gran serpiente Wanambi, de la que se decía que vivía en la cumbre del monte Olga, y que solo descendía durante la estación seca. También se identifican partes de la montaña con los Liru (hombres serpiente), el hombre canguro Malu, o los Pungalunga, caníbales gigantes. La gran mayoría de la mitología sobre el lugar no se ha transmitido a los occidentales.

## Importancia espiritual
En este lugar se celebraban, y aún se celebran, multitud de ceremonias, sobre todo por las noches. Una de las antiguas ceremonias consistía en un tipo de castigo público que en ocasiones acababa en muerte.

## Transporte
Se puede acceder hasta Kata Tjuṯa a través del Aeropuerto Ayers Rock. Tras un trayecto de 55 km hacia el sur por carretera, el monte queda al oeste. También se puede acceder a través de las autopistas Stuart y Lasseter, que comunican Alice Springs con el parque nacional en cuatro horas y media. Los visitantes deben abonar una entrada al Parque.